# Patricia Zavala
Patricia Zavala Nicoloso là người mẫu và người dẫn chương trình truyền hình của Venezuela. Cô chủ nhà E! Cà phê giải trí của Coffee Break trên kênh Mỹ Latinh.

## Tiểu sử
Zavala được sinh ra tại thành phố Punto Fijo trên Bán đảo Paraguaná thuộc bang Falcón. Cô theo đuổi các nghiên cứu về Truyền thông xã hội tại Đại học Santa María (Caracas).
Cô là cựu hoa hậu E! Venezuela, đã giành được Chica E! Venezuela 2010 được đưa lên bởi E! Đặc biệt.
Cô ấy tổ chức Coffee Break trên E! bắt đầu phát sóng vào tháng 11 năm 2011  Trong chương trình của mình, cô đã phỏng vấn những người nổi tiếng như Anne Hathaway, Kelly Osbourne, Charlize Theron, George Clooney, Jim Parsons, Sofia Vergara, Hugh Jackman, Nicole Kidman, Amanda Seyfried, Taylor Swift, Gerard Butler, Alessandra Ambrosio, Juanes, Jared Leto, Matthew McConaughey và Matt Damon. Cô cũng là phóng viên tin tức cho E! Tin tức Latinh.
Cô tổ chức E! của Châu Mỹ Latinh 2012, 2013 và 2014 của Giải Quả cầu vàng.
Trước sự nghiệp của cô tại E! cô làm việc như một nhà thiết kế trang phục, giám đốc nghệ thuật, biên tập video và trợ lý cho Carlos Cruz-Diez. Cô cũng là gương mặt của La Senza từ năm 2010 đến 2012 cho thị trường Venezuela. La Senza thuộc sở hữu của L Brands, công ty mẹ của Victoria's Secret.